# Paul d'Albert de Luynes

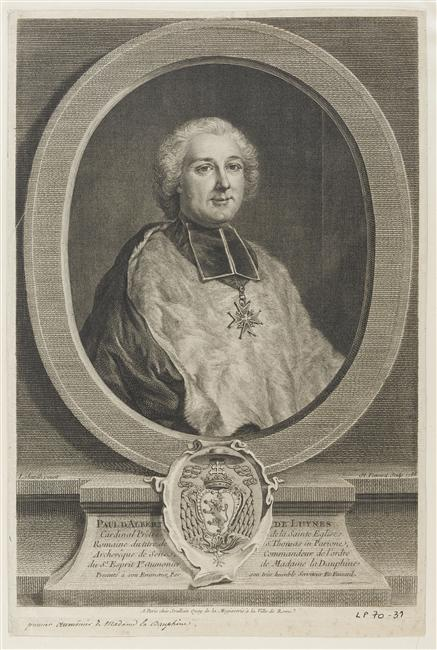
Portret van kardinaal d'Albert de Luynes (gravure door Etienne Fessard)

Paul d'Albert de Luynes (Versailles, 5 januari 1703 - Parijs, 21 januari 1788) was een Frans bisschop en kardinaal, lid van de Académie française.

## Levensloop
Hij was de jongste zoon van Charles Honoré d'Albert de Luynes, hertog van Chevreuse (1669-1704), en van Marie Anne Jeanne de Courcillon (†1718). Hij werd voorbestemd om militair te worden, maar hij verkoos de geestelijke stand.
Hij werd bisschop van Bayeux (1729-1753) en aartsbisschop van Sens (1753-1788). In 1756 werd hij kardinaal. Hij bekommerde zich actief om zijn bisdommen en bracht er uitgebreide inspectiebezoeken. Hij werd in 1755 ook abt van de abdij van Corbie in het bisdom Amiens. Hij behoorde tot de gematigde anti-jansenisten.
Samen met zijn broer, Charles Philippe d'Albert de Luynes, hertog van Chevreuse, behoorde hij aan het hof tot de kring rond koningin Marie Leszczyńska. In 1743 werd hij verkozen tot lid van de Académie française, in opvolging van kardinaal André Hercule de Fleury.
In Bayeux trad hij op als beschermheer van de Académie des sciences, arts et belles-lettres van Caen. Zijn grote belangstelling voor astronomie en fysica maakte dat hij in 1755 erelid werd van de Franse Académie des sciences. Hij liet verschillende observaties optekenen die hij van de sterrenhemel maakte. Hij publiceerde ook een studie over de eigenschappen van het kwik in de barometers.